# Liste der Bodendenkmale in Lichtentanne
In der Liste der Bodendenkmale in Lichtentanne sind die Bodendenkmale der Gemeinde Lichtentanne und ihrer Ortsteile nach dem Stand der Auflistung von Volkmar Geupel aus dem Jahr 1983 aufgelistet. Eventuelle Änderungen und Ergänzungen, insbesondere aus der Zeit nach der Wende, sind nicht berücksichtigt, da für Sachsen aktuell keine neueren allgemein zugänglichen Bodendenkmallisten vorliegen. Die Baudenkmale sind in der Liste der Kulturdenkmale in Lichtentanne aufgeführt.
| Denkmal-ID | Fundart            | Ortsteil   | Bezeichnung                                  | Zeitstellung | Lage                                                                          | Bemerkungen | Bild |
| ---------- | ------------------ | ---------- | -------------------------------------------- | ------------ | ----------------------------------------------------------------------------- | --- | ---- |
| ?          | Befestigung > Burg | Ebersbrunn | Wasserburg „Insel“, „Wohl“, „Wal“            | Mittelalter  | Ortsmitte, in der Aue der Pleiße und mehrerer Nebenbäche                      | rechteckige Niederungsburg mit abgerundeten Ecken, umlaufender wasserführender Graben, Damm im Nordwesten, Schutz seit 15. August 1958                                                                      |      |
| ?          | Befestigung > Burg | Schönfels  | Wehranlage „Burg Schönfels“, „Altes Schloss“ | Mittelalter  | nördlich im Ort auf einem Basaltkegel in einer Schleife des Schönfelser Bachs | Höhenburg in Gipfellage, durch Schloss überbaut und verändert, alte Bausubstanz ins Schloss integriert (bspw. Rundturm), nordöstlich ehemals Vorburg, nordöstlich davor Graben, Schutz seit 18. Januar 1971 |      |
| ?          | Befestigung > Burg | Schönfels  | Wasserburg                                   | Mittelalter  | nordwestlich des Orts im Plexgrund                                            | runde Niederungsburg am Südostrand eines Teichs, Schutz seit 15. August 1958 |      |